# 東レコムズ愛媛
東レコムズ愛媛株式会社（とうレコムズえひめ）は、愛媛県伊予郡松前町に本社を置く企業。東レの完全子会社である。

## 概要
1970年代のオイルショック後の合繊構造不況による余剰人員対策の必要性から設立された東レグループの殖産会社の1つである。東レ愛媛工場の業務受託の他、自社加工製品・オリジナル製品の製造・販売を行っている。

## 事業
作業部門
- 東レ愛媛工場の生産付帯作業、緑化業務、福利厚生施設管理、警備業務

事業部門
- 農業資材加工販売
- 産業資材販売
- ヘチマ化粧品製造販売
- 複合材料製品販売
- 一般商品販売
- 環境商品製造販売

## 沿革
- 1975年6月 - 「東洋殖産株式会社」設立。
- 1996年 - 炭素繊維製バレーボール支柱を国内で初めて販売開始[2]。
- 1997年10月 - フジエースと世界初の超軽量の介護ベットを共同開発[3]。
- 2002年10月 - 高木建設、シンコー松山出張所と透水性舗装材「パイルスルー」を共同開発[4]。
- 2005年5月 - 愛媛県工業技術センターが開発した環境浄化微生物「えひめAI-1」の自社製品の販売開始[5]。
- 2008年4月 - 山崎屋と「えひめAI-1」を配合した植物用液体肥料を共同開発[6]。
- 2018年6月 - 小川ポンプ工業愛媛支社と炭素繊維強化プラスチックを使った船舶向け落下防止用手すり支柱を共同開発[7]。
- 2023年4月 - 「東レコムズ愛媛株式会社」に社名変更[8]。